# المعهد العالي للموسيقى العربية
معهد الموسيقى العربية هو معهد لتعليم الموسيقى العربية الأصيلة وحفظ التراث الموسيقي العربي. يرجع بدايات إنشاء المعهد الي عام 1914 م، عندما افتتح مصطفى بك رضا في ذلك الوقت أول ناد لعقد اجتماعات الموسيقى العربية، توالت الاجتماعات الخاصة بالموسيقى العربية في النادي لسنوات حتى عام 1921 حينما خصصت الحكومة المصرية قطعة من الأرض بميدان رمسيس لافتتاح المعهد عليها وبعد عام كان قد تم افتتاح معهد الموسيقى العربية على يد الملك فؤاد الأول وأطلق عليه اسم (المعهد الملكي للموسيقى العربية)، صدر القانون رقم 78 لسنة 1969 بإنشاء أكاديمية الفنون، بعد توصية المجلس الأعلى لرعاية الفنون والآداب والعلوم الاجتماعية بهدف تخريج فنانين متخصصين، بموجب هذا القانون أصبح المعهد أحد مكونات الأكاديمية التي تتبع وزارة الثقافة، تم نقل المعهد والدراسة من ميدان رمسيس الي مقره الحالي بأكاديمية الفنون بالهرم بعد أن تم تسجيل مبنى المعهد بميدان رمسيس كأثر تاريخي وأصبح تابعاً للمركز الثقافي القومي (دار الأوبرا المصرية)، قام المركز الثقافي القومي بتجديد مبنى ميدان رمسيس والذي استغرق العام ونصف العام للقيام بعمليات تطوير وترميم جوهرية ليصبح مركزاً موسيقياً هاماً بوجود متحف محمد عبد الوهاب، متحف الآلات الموسيقية، المكتبة الموسيقية، ومسرح معهد الموسيقى العربية.

## أقسام المعهد والتخصصات الدراسية
- قسم الغناء العربي: ويضم تخصصي (الغناء العربي- والغناء المسرحي العربي).
- قسم الآلات: ويضم تخصصات العزف على (القانون- الناي- العود- الكمان- التشيللو- الكونترباص- الآلات الإيقاعية العربية).
- قسم التأليف والقيادة: ويضم تخصصي (التأليف للموسيقى العربية، والقيادة، على أن تكون الدراسة بتخصص القيادة في مرحلة الدراسات العليا).
- قسم علوم الموسيقى العربية: ويضم تخصص(علوم الموسيقى العربية).[2]

## الدرجات العلمية
يمنح المعهد الدرجات العلمية الآتية:
- درجة البكالوريوس في فنون الموسيقى العربية في أحد التخصصات المبينة.
- دبلوم الدراسات العليا في فنون الموسيقى العربية في أحد التخصصات المبينة.
- درجة الماجستير في فنون الموسيقى العربية في أحد التخصصات المبينة.
- درجة الدكتوراه في الفنون، أوالدكتوراه في فلسفة الفنون في أحد التخصصات المبينة.